# Louis Harold Gray
Louis Harold Gray (10 november 1905 – 9 juli 1965) was een Brits-Amerikaanse natuurkundige die de effecten van straling op levende wezens onderzocht en daarom als de stichter van de radiobiologie geldt. Hij bepaalde onder meer een eenheid voor geabsorbeerde stralingsdosis die later naar hem vernoemd werd: de SI-eenheid gray (Gy).

## Loopbaan
- 1933 - Klinisch fysicus in het Mount Vernon Hospital te Londen
- 1936 - Bedacht de Bragg-Gray-vergelijking die ten grondslag ligt aan de meetmethode voor de absorptie van gammastraling door materialen (de cavity ionization-methode).
- 1937 - Bouwde een vroege neutronengenerator in het Mount Vernon Hospital
- 1938 - Onderzocht de biologische effecten van neutronen met deze generator
- 1940 - Bedacht de RBE (relative biological effectiveness), het relatieve biologische effect van doses van neutronen (kwaliteitsfactor (radiologie))
- 1952 - Begon met onderzoek naar de celbiologie van hypoxische tumoren (tumoren met minder zuurstof) en hyperbare zuurstoftherapie
- 1953 - Stichtte het Gray Laboratory in het Mount Vernon Hospital
- 1953–1960 - Onder zijn leiding ontwikkelde Jack W. Boag de (puls) radiolyse
- 1962 - Ed Hart van het Amerikaanse Argonne National Laboratory en Jack Boag ontdekten het hydrated electron met behulp van de pulsradiolyse in het Gray Laboratory. Dit was van belang voor het begrip van het effect van straling op levend weefsel, bijvoorbeeld in radiotherapie.

## Verwijzing
- Louis Harold Gray F.R.S. - a chronology. Gray Cancer Institute (29 June 2000). Gearchiveerd op 15 juni 2007. Geraadpleegd op 11 maart 2009.
- Curtis W. Slipman, Larry H. Chou, Richard Derby, Frederick A. Simeone, Tom G. MayerInterventional spine: an algorithmic approach